# Björkö (Öckerö)
Pour les articles homonymes, voir Björkö.
Björkö (ou Bohus-Björkö) est une île et une localité située dans la municipalité d'Öckerö  dans le Comté de Västra Götaland en Suède.
L'île fait partie de l'archipel nord de Göteborg.

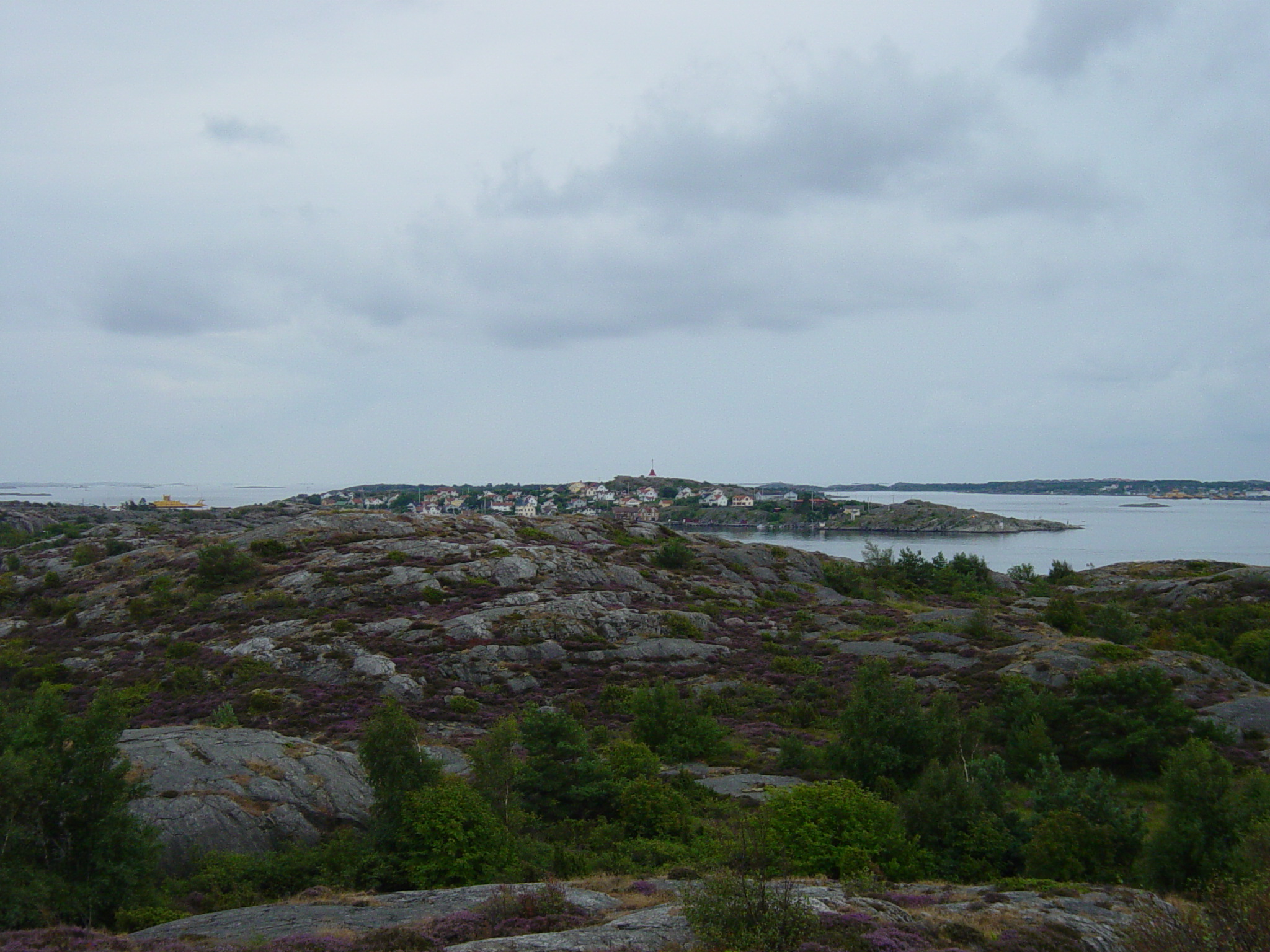
Vue de l'île de Björkö en 2006.

Sa population était de 1 443 habitants en 2018.